# USS Patapsco (1862)
USS Patapsco – amerykański jednowieżowy monitor typu Passaic. Brał udział w walkach wojny secesyjnej. Nosił nazwę pochodzącą od rzeki Patapsco w stanie Maryland.
„Patapsco” był czwartym okrętem US Navy noszącym tę nazwę. Został zbudowany w stoczni Harlan & Hollingsworth w Wilmington. Zwodowany 27 września 1862, wszedł do służby 2 stycznia 1863, pierwszym dowódcą został komandor porucznik Daniel Ammen.
Przydzielony do South Atlantic Blockading Squadron 3 marca wziął udział w bombardowaniu Fort McAllister na rzece Ogeechee w stanie Georgia. 7 kwietnia „Patapsco” przyłączył się do ośmiu innych okrętów i zaatakował Fort Sumter w pobliżu Charleston. Otrzymał 47 trafień pociskami konfederackimi.
Od połowy lipca brał udział w kampanii bombardowań skierowanej przeciwko fortyfikacjom Charleston. W ramach tej operacji zajęto Fort Wagner na Morris Island na początku września. Fort Sumter został bardzo mocno zniszczony, ale pozostawał dużym zagrożeniem.
W listopadzie 1863 „Patapsco” testował nowe urządzenie do oczyszczania przejść materiałami wybuchowymi wynalezione przez Johna Ericssona. Pozostawał w pobliżu Południowej Karoliny i Georgii podczas większości 1864 i początku 1865. Monitor wraz z łodziami obsadzonymi przez załogę wziął udział w rekonesansie na rzece Wilmington w styczniu 1864 i pomógł w zajęciu bądź zniszczeniu wrogich statków żaglowych w lutym i listopadzie tego roku.
14 stycznia 1865 w czasie oczyszczania przejść w porcie Charleston monitor wszedł na konfederacką minę i zatonął z dużymi stratami w załodze.